# Националистическа партия (Малта)
Вижте пояснителната страница за други значения на Националистическа партия.
Националистическата партия (на малтийски: Partit Nazzjonalista; на английски: Nationalist Party) е дясноцентристка християндемократическа политическа партия в Малта.
Тя е основана през 1880 година и е една от двете доминиращи партии в страната. Партията е управляваща през 1962-1971, 1987-1996 и 1998-2013 година.
На парламентарните избори през 2013 година Националистическата партия получава 43% от гласовете и 29 от 67 места в парламента.